# 佐野佳世
佐野 佳世（さの かよ、1973年6月6日 - ）は、新潟放送の元アナウンサー。血液型A型。

## 略歴
旧姓は表 佳世（おもて かよ）。石川県金沢市出身。青山学院大学国際政治経済学部卒業。
1996年、新潟放送にアナウンサーとして入社。テレビ平日夕方のローカル枠『BSNニュースワイド』では近藤丈靖とコンビを組んでキャスターとして活躍した。近藤とはその後、ラジオ金曜昼のワイド枠『キンラジ』でもコンビを組み、同番組の人気企画「今すぐ使える新潟弁講座」で謎の外国人女性「ジェーン」を演じた。
2005年に結婚して改姓。2006年8月5日から産休を経て復帰。現在も『近藤丈靖の独占!ごきげんアワー』でジェーンを演じている。
2015年4月21日放送の「近藤丈靖の独占!ごきげんアワー」は、火曜日のアシスタントを担当している朝日奈ゆうの代わりに1日だけアシスタントを担当。キンラジ以来8年ぶりの生放送、ジェーンとしてではなく、「佐野佳世」本人として初めての番組出演となった。

## 主なキャラクター
佐野が「独占!ごきげんアワー」で演じているキャラクターは下記の通り。
- ジェーン
木曜日“スティーブとジェーンのおしゃれトーク”に登場する外国人女性。スティーブ（近藤丈靖）同様、アメリカのテレビショッピングを彷彿とさせるテンションの高い口調が特徴。フルネームは ジェーン・マリーフォード・ストロベリー。1975年6月10日にエチオピアで生まれる。スタンフォードラップ大学在学中に日本語に興味を抱き、ベルサイユ大学大学院在学中に日本の文化に惹かれるあまり留学を決意し、新潟にステイ。とあるパーティでスティーブと出逢い意気投合。スティーブや山本さん、さっさんらから新潟弁のレクチャーを受け、その後スティーブと紆余曲折の末に結婚、一児をもうけた。日本と新潟に惚れ込んだあまり、スティーブとともに新潟永住を決意した。趣味はスカイダイビング、パラセーリング、ツーリングで、県内各地でこうした趣味に興じている。好奇心旺盛で、普段は温厚だが、一つの物事に極端に集中する傾向がある。

## 現在の担当番組
- 近藤丈靖の独占!ごきげんアワー（木・スティーブとジェーンのおしゃれトーク）
- 土曜ランチTV なじラテ。 親バカグラムコーナーナレーション

## 過去の担当番組
テレビ
- BSNニュースワイド
- イブニング王国!（ニュースキャスター）
- リフォームのつぼ
- K's Bar
- BSNニュース ※不定期
- ミュージックバトル（TBSテレビ、2001年1月3日放送）
- 全国美人アナ総出演（TBSテレビ、2004年3月25日）

ラジオ
- キンラジ（ - 2006年8月4日）
- かぎとみ徹の熱烈レディオSHOW!（2004年3月2日・3月3日、ピンチヒッターとして）
- 気まぐれおしゃべりーノ「表佳世のとなりの事情」→「表佳世のぴーちく・パーチク」
- 新潟日報ニュース ※不定期

## CD
- 今すぐ使える新潟弁